# Tammistu (Tartu)
Tammistu (Duits: Tammist) is een plaats in de Estlandse gemeente Tartu vald, provincie Tartumaa. De plaats heeft de status van dorp (Estisch: küla) en telt 232 inwoners (2021). In 2000 waren dat er 261.
Tammistu ligt ongeveer 8,5 km ten noordoosten van Kõrveküla, de hoofdplaats van de gemeente. Het dorp ligt tegen de grens tussen de gemeenten Tartu vald en Luunja aan. Het moerasgebied Laukasoo ligt in de gemeente Luunja, ten zuidoosten van Tammistu.

## Geschiedenis
Tammistu werd in 1582 voor het eerst genoemd onder de naam Thammisth. In 1627 was het dorp opgedeeld in Groß-Tammist en Klein-Tammist en viel het onder het landgoed Ratshof (Estisch: Raadi; tegenwoordig is Raadi onder de naam Raadi-Kruusamäe een wijk van Tartu). In de eerste helft van de 18e eeuw werd Tammist een afzonderlijk landgoed, dat vaak van eigenaar wisselde. De laatste eigenaar voordat het landgoed in 1919 door het onafhankelijk geworden Estland werd onteigend, was Gustav von Rathlef.
Het landhuis van het landgoed is een symmetrisch bouwwerk in laatclassicistische stijl, dat waarschijnlijk in het midden van de 19e eeuw is gebouwd. Het middenstuk, met vier pilasters en een toegangstrap, heeft twee woonlagen, de beide vleugels hebben één woonlaag. Het gebouw is na 1919 in gebruik geweest als verzorgingstehuis, stond enige tijd leeg en is sinds 2015 in gebruik bij een organisatie die hulp biedt aan jonggehandicapten en hun families. Ook het park en enkele bijgebouwen zijn bewaard gebleven.
In 1977 werden de buurdorpen Astuvere, Läätsa, Lüüsa en Vaheküla bij Tammistu gevoegd.

## Foto's

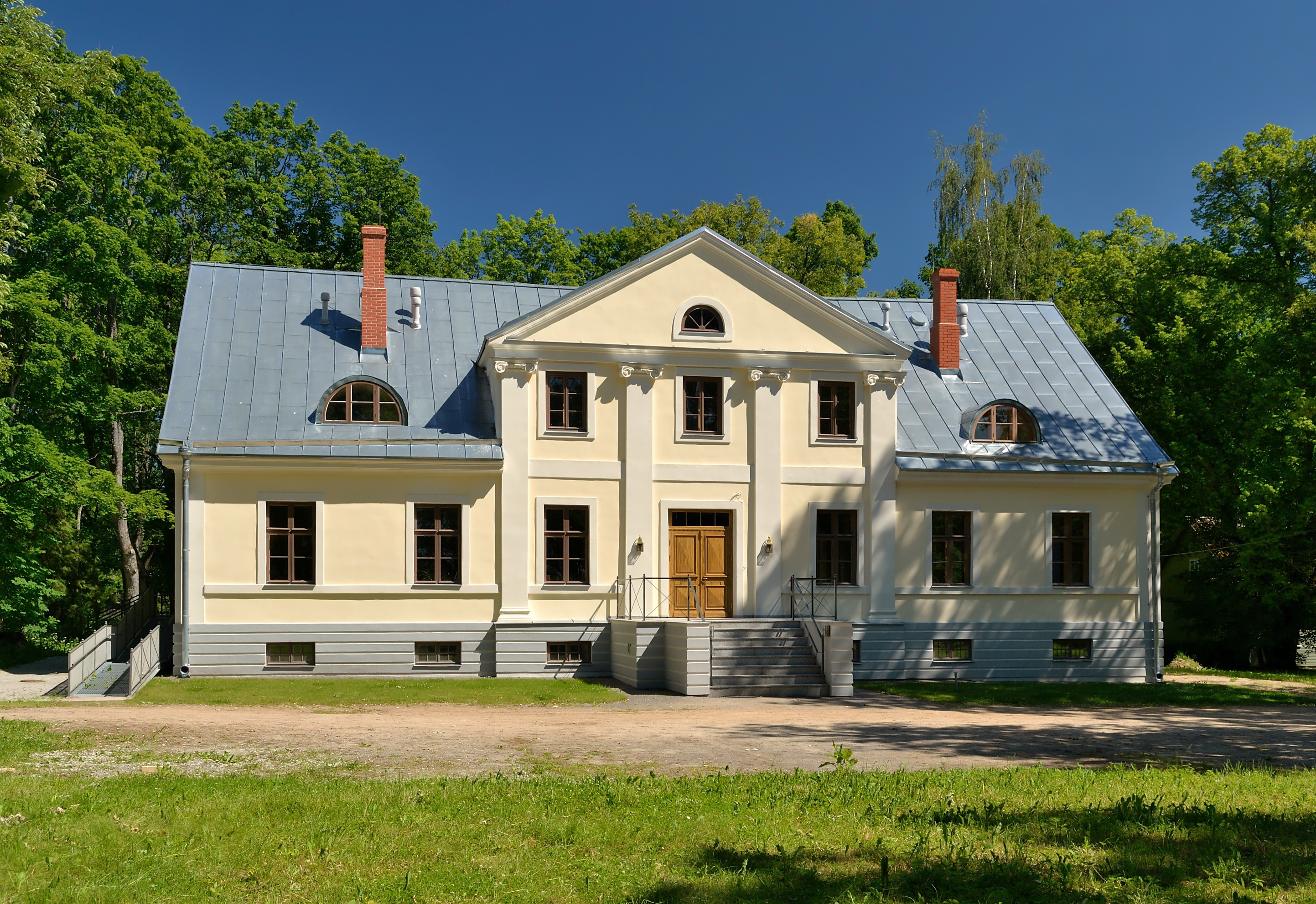
Het landhuis van Tammistu
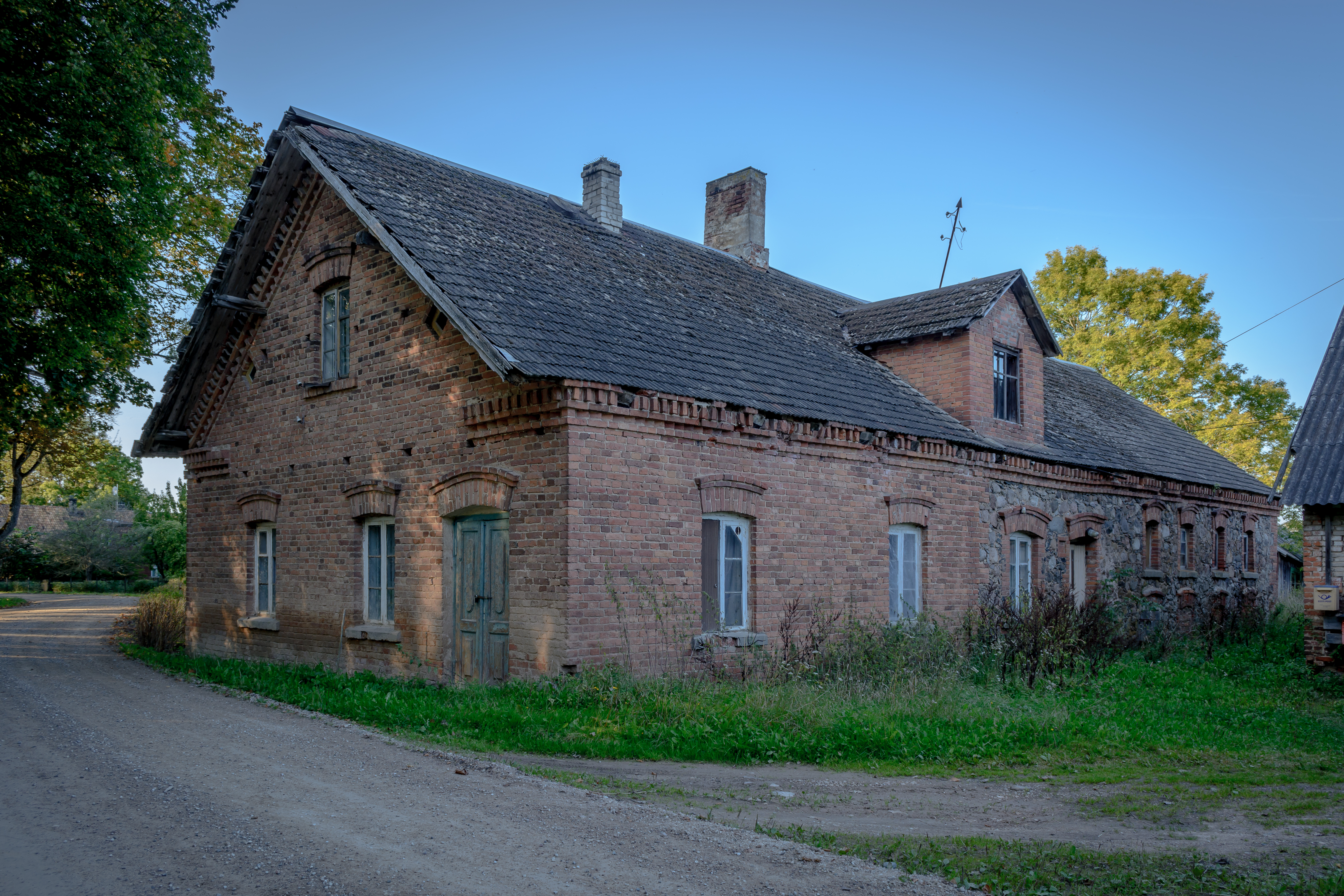
Melkinrichting van het landgoed
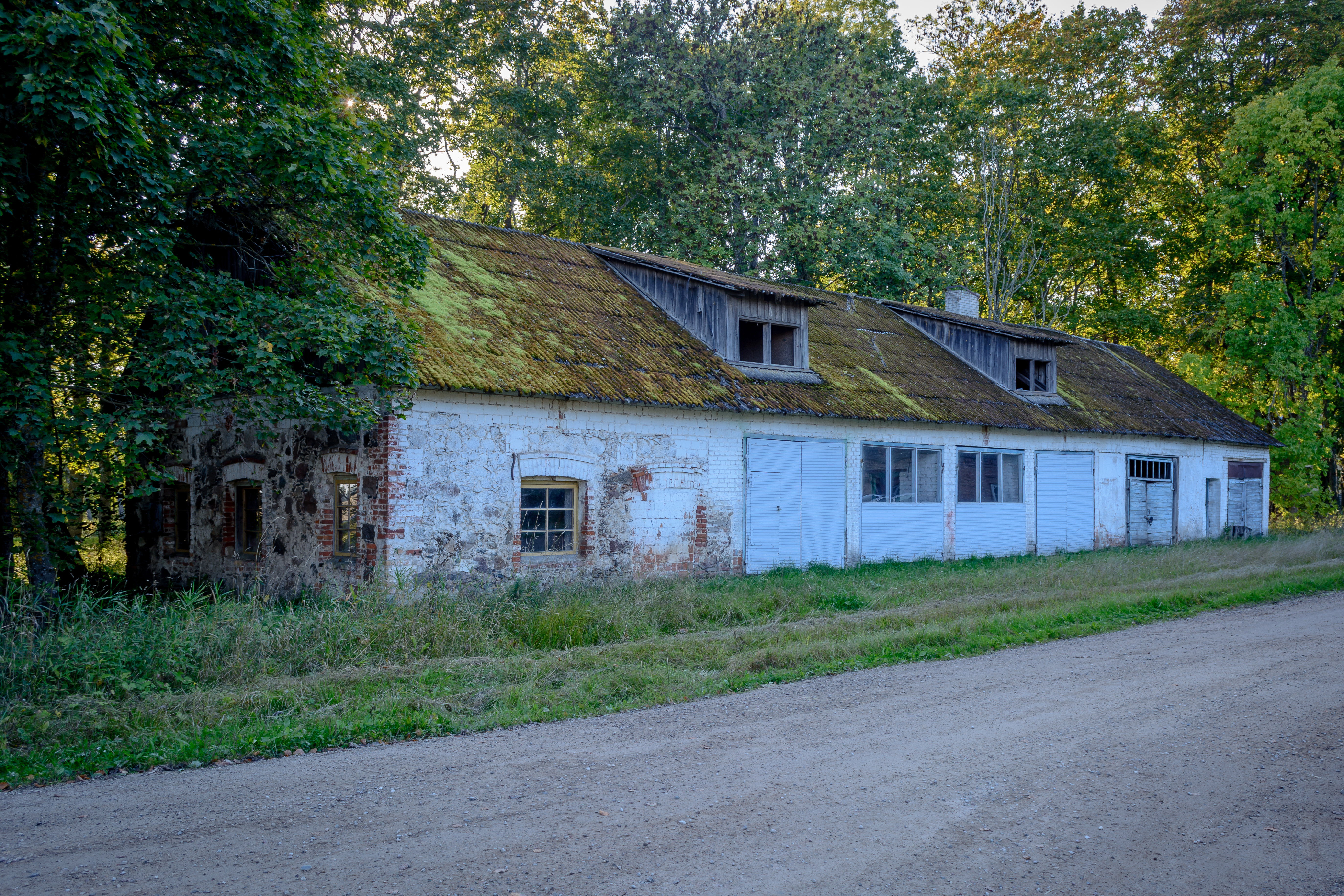
Stal